# Daniela Kronseder Mapeli
Daniela Kronseder Mapeli (* 10. Oktober 1975 in Novo Hamburgo als Daniela Lanner Mapeli) ist eine brasilianische Volleyballspielerin.

## Karriere
Lanner Mapeli spielte zunächst Handball. Im Alter von 17 Jahren begann sie ihre Volleyball-Karriere in ihrer Heimatstadt. Später wurde sie mit Casteloda Maia portugiesischer Meister und Pokalsieger. In Brasilien spielte sie für São José Dos Campos, bevor sie nach Spanien zu Brasil Telecom Sevilla ging. Nach einer weiteren Station in Córdoba war sie bei CV Hotel Cantur aktiv. 2007 wechselte die Mittelblockerin zum deutschen Bundesligisten Rote Raben Vilsbiburg. In Bayern gewann sie 2008 erstmals die deutsche Meisterschaft. In der folgenden Saison wurde sie Vizemeisterin und siegte im DVV-Pokal. International erreichte sie mit den Roten Raben das Final Four im CEV-Pokal. Während der Endrunde nahm sie am 14. März 2010 ein verbotenes Medikament gegen Grippe ein, das bei einem Dopingtest zu einem positiven Befund führte. Am 22. Juli verurteile die FIVB Lanner Mapeli zu einer Sperre bis zum 23. Oktober. In der Saison 2009/10 gewann die Brasilianerin mit Vilsbiburg den zweiten Meistertitel in der Bundesliga. 2012 beendete Mapeli ihre Bundesligakarriere und spielt seitdem in der zweiten Mannschaft der Roten Raben.

## Privates
Daniela Lanner Mapeli heiratete im Februar 2014 den ehemaligen Vilsbiburger Scout Moritz Kronseder und nahm den Doppelnamen Kronseder Mapeli an.